# Diostracus zlobini
Diostracus zlobini är en tvåvingeart som beskrevs av Negrobov 1980. Diostracus zlobini ingår i släktet Diostracus och familjen styltflugor. Inga underarter finns listade i Catalogue of Life.